# Paraconcavus neusensis
Paraconcavus neusensis is een zeepokkensoort uit de familie van de Balanidae. De wetenschappelijke naam van de soort is voor het eerst geldig gepubliceerd in 1986 door Zullo & Miller.